# Ksenolit
Ksenolit (gr. ξένος „obcy”, λίθος „kamień”) – fragment skały (porwak) różniący się od skały magmowej, w której się znajduje. Najczęściej jest to fragment wyrwany przez magmę ze skał otaczających (porwak wulkaniczny), lub jego pozostałość.

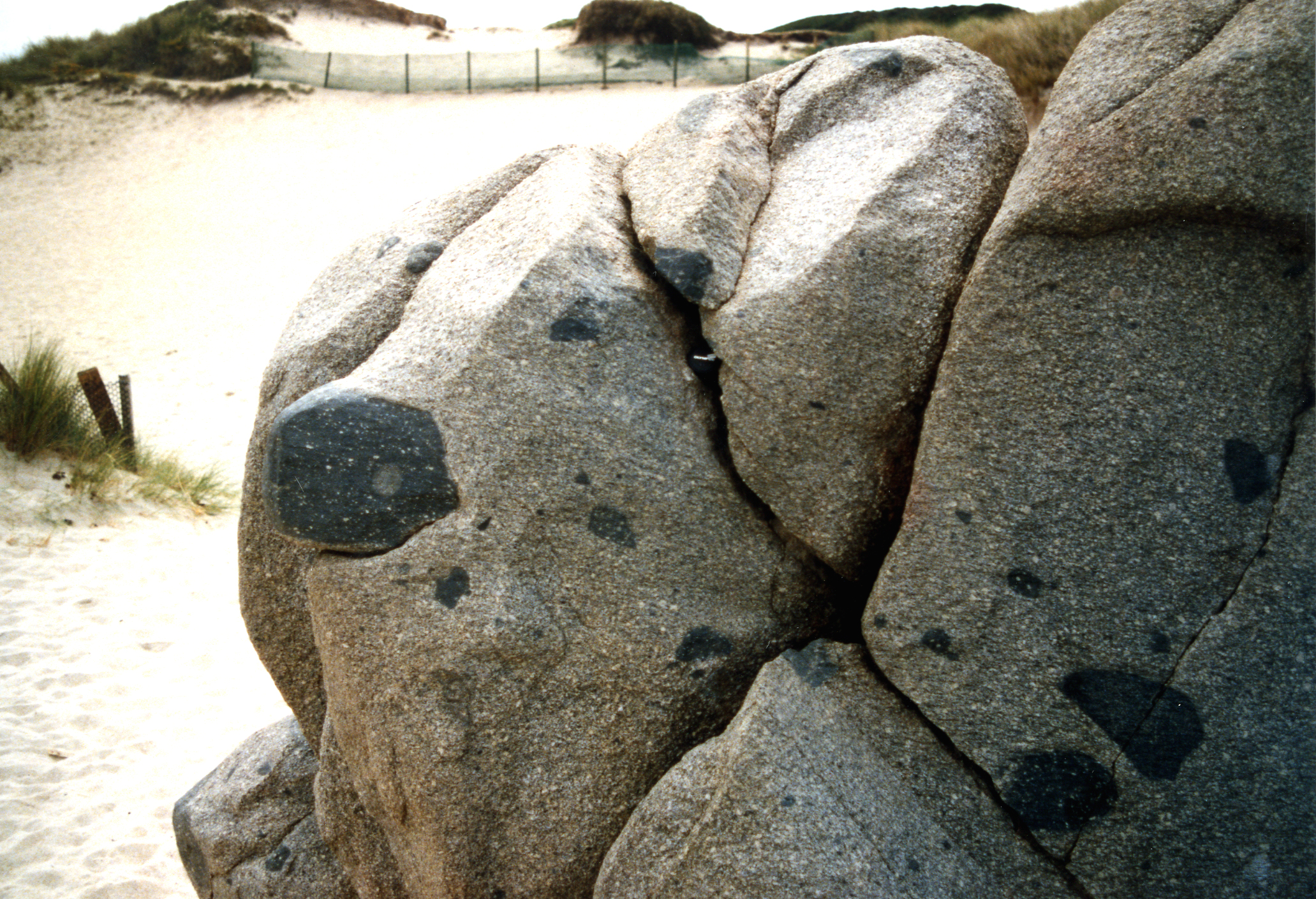

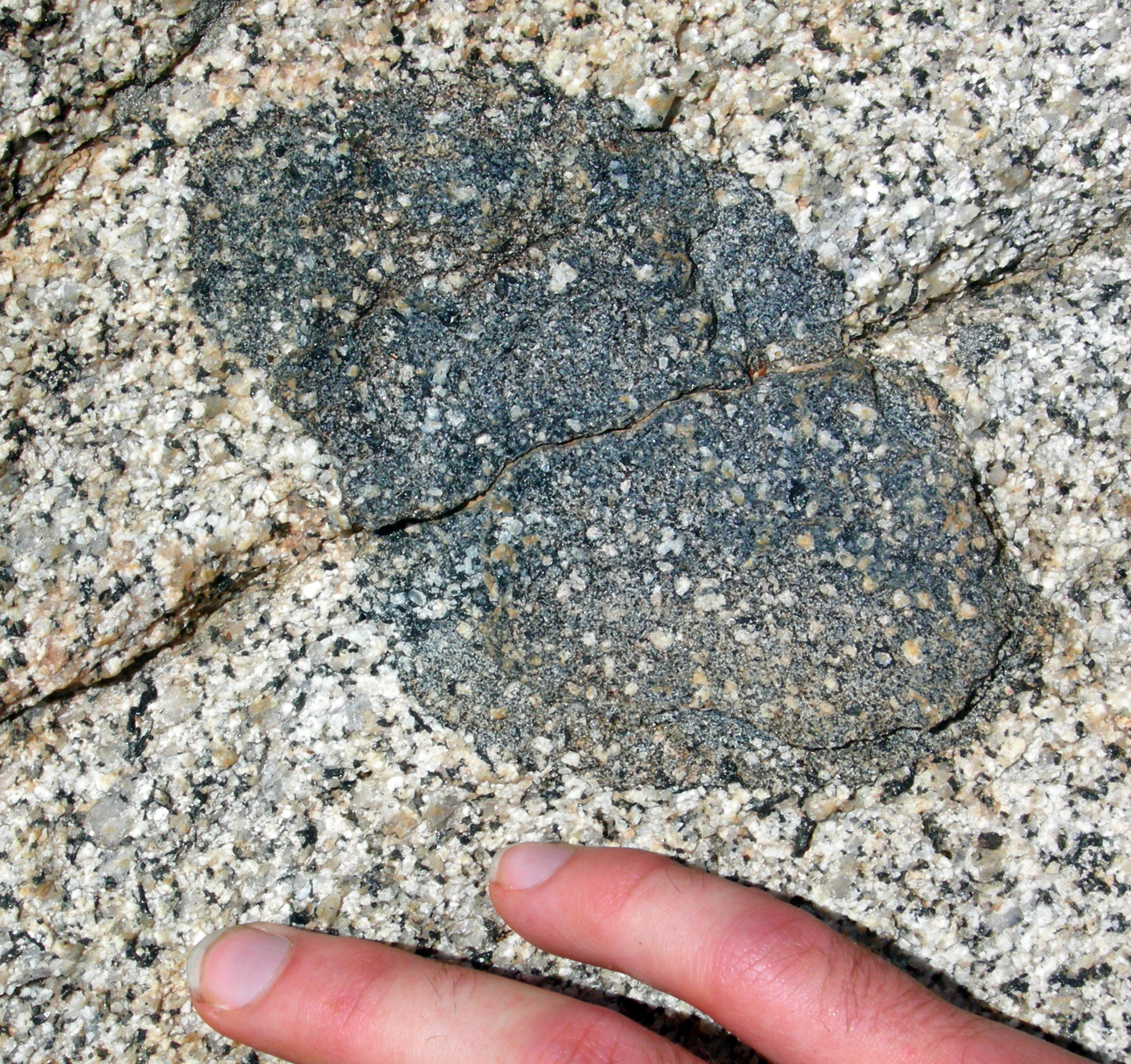

Ksenolity występują zarówno w skałach głębinowych jak i wylewnych. Ksenolity dają niekiedy informację o skałach głęboko zalegających, lub płytkich skałach osłony intruzji, przez które przebijała się magma.
Wskutek działania wysokiej temperatury i związków chemicznych w niej zawartych ksenolity ulegają przeobrażeniu (metamorfizm kontaktowy). Mogą ulegać częściowej asymilacji. Gdy oddziaływanie jest słabe lub krótkotrwałe (np. podczas wybuchu wulkanu) to porwaki są tylko nadtopione na krawędziach, gdy dłuższe, to tracą spoistość i rozpływają się w pojedyncze minerały skupione w ciemne smugi zwane szlirami. Z ksenolitów powstają ksenolityty.

## Nazewnictwo
Istnieją niewielkie różnice pomiędzy znaczeniem słów ksenolit i porwak wulkaniczny. Ten pierwszy oznacza ogólnie enklawę w skałach wulkanicznych, wyróżniającą się składem lub genezą od ciała wulkanicznego otaczającego, natomiast porwak wulkaniczny oznacza konkretnie fragment obcego pochodzenia (który się wyróżnia przynajmniej pod względem genezy, jest więc ksenolitem).
Ksenolitami w języku polskim nazywa się praktycznie jedynie fragmenty obce występujące w skałach magmowych. W wielu innych językach jest podobnie, przy czym ze względu na brak terminów rozróżniających polskie pojęcia porwak tektoniczny i porwak lodowcowy (jako kra lodowcowa, w odróżnieniu od eratyka – głazu narzutowego), termin ksenolit jest niekiedy używany również dla tych ostatnich (szczególnie porwaków w skałach osadowych); używa się także terminu ksenolit dla określenia p. tektonicznego i p. lodowcowego w tłumaczeniach z języka polskiego, więc finalnie termin ten może oznaczać niekiedy dowolny porwak.

## Odsłonięcia skał z porwakami wulkanicznymi w Polsce
Ksenolity (lub ich pozostałości w postaci szlir) są bardzo popularnymi składnikami wielu skał magmowych. Można je znaleźć szczególnie często na płaszczyznach skał używanych jako materiał budowlany wykładzinowy. W terenie szczególnie wartościowe są miejsca charakteryzujące się występowaniem wyjątkowo wielu lub wyjątkowego rodzaju ksenolitów.
- odkrywki w pobliżu Jerzmanic-Zdroju (wulkanity Wilczej Góry) ze skamieniałościami
- odsłonięcie geologiczne w Łupkach – dawny kamieniołom bazaltu, w którym tkwią porwaki porfirowe (pomnik przyrody nieożywionej, nr rejestru 203/776), porwaki piaskowcowe w lawach bazaltowych Góry Zamkowej we Wleniu
- Maciejowa (Jelenia Góra) – porwaki granitowe w skałach bazaltowych